# Vittorio Ghirelli
Vittorio Ghirelli (1994. május 9. –) olasz autóversenyző, jelenleg az Auto GP versenysorozatban indul a brit Super Nova International csapat színeiben.

## Eredményei

### Teljes GP3-as eredménylistája
| Év   | Csapat            | 1           | 2           | 3          | 4          | 5          | 6          | 7          | 8          | 9          | 10         | 11         | 12          | 13          | 14          | 15          | 16         | Helyezés | Pont |
| ---- | ----------------- | ----------- | ----------- | ---------- | ---------- | ---------- | ---------- | ---------- | ---------- | ---------- | ---------- | ---------- | ----------- | ----------- | ----------- | ----------- | ---------- | -------- | ---- |
| 2010 | ATECH CRS GP      | ESP FEA DNS | ESP SPR DNS | TUR FEA 17 | TUR SPR 26 | VAL FEA 20 | VAL SPR 22 | GBR FEA 20 | GBR SPR 21 | GER FEA 15 | GER SPR 16 | HUN FEA 24 | HUN SPR 15  | BEL FEA Ret | BEL SPR Ret | ITA FEA 23  | ITA SPR 21 | 34.      | 0    |
| 2011 | Jenzer Motorsport | TUR FEA 25  | TUR SPR Ret | ESP FEA 9  | ESP SPR 8  | VAL FEA 13 | VAL SPR 9  | GBR FEA 14 | GBR SPR 22 | GER FEA 13 | GER SPR 11 | HUN FEA 22 | HUN SPR Ret | BEL FEA     | BEL SPR     |             |            | 25.      | 0    |
| 2011 | Addax Team        |             |             |            |            |            |            |            |            |            |            |            |             |             |             | ITA FEA Ret | ITA SPR 18 | 25.      | 0    |

### Teljes Formula–2-es eredménylistája
| Év   | # | 1     | 2     | 3     | 4     | 5     | 6     | 7       | 8       | 9     | 10    | 11    | 12    | 13    | 14    | 15    | 16    | Helyezés | Pont |
| ---- | - | ----- | ----- | ----- | ----- | ----- | ----- | ------- | ------- | ----- | ----- | ----- | ----- | ----- | ----- | ----- | ----- | -------- | ---- |
| 2012 | 6 | SIL 1 | SIL 2 | ALG 1 | ALG 2 | NÜR 1 | NÜR 2 | SPA 1 6 | SPA 2 6 | BRH 1 | BRH 2 | LEC 1 | LEC 2 | HUN 1 | HUN 2 | MNZ 1 | MNZ 2 | 14.      | 12   |

### Teljes Auto GP eredménylistája
(Táblázat értelmezése)

(Félkövér: pole-pozícióból indult; dőlt: leggyorsabb kört futott) 

| Év   | Csapat                   | 1       | 2       | 3       | 4     | 5       | 6       | 7       | 8         | 9        | 10      | 11      | 12    | 13    | 14      | 15      | 16        | Helyezés | Pont |
| ---- | ------------------------ | ------- | ------- | ------- | ----- | ------- | ------- | ------- | --------- | -------- | ------- | ------- | ----- | ----- | ------- | ------- | --------- | -------- | ---- |
| 2013 | Super Nova International | MNZ 1 4 | MNZ 2 3 | MAR 1 9 | MAR 2 | HUN 1 2 | HUN 2 1 | SIL 1 2 | SIL 2 Ret | MUG 1 6  | MUG 2   | NÜR 1 3 | NÜR 2 | DON 1 | DON 2 4 | BRN 1 2 | BRN 2 3   | 1.       | 222  |
| 2014 | Super Nova International | MAR 1   | MAR 2   | LEC 1   | LEC 2 | HUN 1 8 | HUN 2   | MNZ 1   | MNZ 2     |          |         |         |       |       |         | EST 1 2 | EST 2 Ret | 9.       | 44   |
| 2014 | FMS Racing               |         |         |         |       |         |         |         |           | IMO 1 10 | IMO 2 6 | RBR 1   | RBR 2 | NÜR 1 | NÜR 2   |         |           | 9.       | 44   |